# Ray Ellefson
Eugene Ray Ellefson (Brookings, Dakota del Sur, 18 de noviembre de 1922-Sioux Falls, Dakota del Sur, 7 de octubre de 1994) fue un jugador de baloncesto estadounidense que disputó dos temporadas entre la BAA y la NBA, además de jugar en la NBL y en la ABL. Con 2,03 metros de estatura, jugaba en la posición de pívot.

## Trayectoria deportiva

### Universidad
Jugó durante su etapa universitaria en los Buffaloes de la Universidad de West Texas A&M, además de hacerlo con los Buffaloes de la Universidad de Colorado y los Cowboys de la Universidad de Oklahoma A&M.

### Profesional
Comenzó su andadura profesional en los Waterloo Hawks de la NBL, donde jugó siete partidos en los que promedió 2,3 puntos. De ahí pasó a los Minneapolis Lakers de la BAA, donde apenas disputó tres partidos en los que consiguió dos puntos.
No fue hasta 1950 cuando volvió a jugar profesionalmente con los New York Knicks, quienes tras tres partidos lo traspasaron a los Rochester Royals a cambio de Paul Noel, pero no llegó a debutar en el equipo, fichando en cambio por los Scranton Miners de la ABL, quienes mediada la temporada lo enviaron a los Wilkes-Barre Barons, acabando la misma con 11,5 puntos por partido. Jugó una temporada más en la liga antes de retirarse.

#### Estadísticas en la BAA y la NBA

##### Temporada regular
| Temporada | Edad | Equipo             | Liga  | Pos. | P | TIT | MIN | TC  | TCA | %TC  | 3P | 3PA | %3P | TL  | TLA | %TL   | R.OF. | R.DEF. | REB | ASIS | ROB | TAP | PER | FP  | PTS |
| 1948-49   | 26   | Minneapolis Lakers | BAA   |      | 3 |     |     | 0.3 | 1.7 | .200 |    |     |     | 0.0 | 0.0 |       |       |        |     | 0.0  |     |     |     | 0.7 | 0.7 |
| 1950-51   | 28   | New York Knicks    | NBA   |      | 3 |     |     | 0.0 | 1.3 | .000 |    |     |     | 1.3 | 1.3 | 1.000 |       |        | 2.7 | 0.0  |     |     |     | 2.0 | 1.3 |
| Total     |      |                    | TOTAL |      | 6 |     |     | 0.2 | 1.5 | .111 |    |     |     | 0.7 | 0.7 | 1.000 |       |        | 2.7 | 0.0  |     |     |     | 1.3 | 1.0 |
|           |      |                    | BAA   |      | 3 |     |     | 0.3 | 1.7 | .200 |    |     |     | 0.0 | 0.0 |       |       |        |     | 0.0  |     |     |     | 0.7 | 0.7 |
|           |      |                    | NBA   |      | 3 |     |     | 0.0 | 1.3 | .000 |    |     |     | 1.3 | 1.3 | 1.000 |       |        | 2.7 | 0.0  |     |     |     | 2.0 | 1.3 |